# Mélina Robert-Michon
Mélina Robert-Michon (Voiron, 18 de julho de 1979) é uma atleta francesa, especialista em lançamento de disco.

## Carreira
Mélina Robert-Michon competiu na Rio 2016, conquistando a medalha de prata com a marca de 66,73m No Campeonato Mundial do ano seguinte em Londres, ficou com a medalha de bronze.